# あおいちゃんとヤマトくん
『あおいちゃんとヤマトくん』は、師走冬子による日本の4コマ漫画作品。芳文社の雑誌『まんがタイムスペシャル』2001年1月号・同年3月号に読みきりとして掲載後『まんがタイムジャンボ』で2001年7月号から2010年11月号まで連載。
作品名は「あおヤマ」と略されることが多く、著者自身も単行本の後書きなどでこの語を用いており、本項でも以下適宜この略称を用いる。
2004年には、著者の別作品『スーパーメイドちるみさん』とのコラボレーション作品も描かれた。これは、「あおヤマ&ちるみ コラボまんが」として一部が単行本第2巻・第3巻に収録されている（後述）。

## あらすじ
紺野あおいと田代ヤマトは、本屋「クローバー」でアルバイトしている大学生。2人は幼なじみで、現在もバイト先だけでなく大学の学部・学科も同じところに通っている。恋人同士というわけではないが、当然、互いに仲は良い。しかし、それで毎日が平和で安穏かというとそうでもなく、実際に本屋でのアルバイト経験をもつ著者が、2人と周囲の人々のほのぼのとした日常や、芽生えそうで芽生えない恋心などを描く。

## 主な登場人物
紺野あおい（こんの あおい）
「クローバー」でアルバイトしている大学生。21歳。5月5日生まれ。血液型はB型。胸はBカップらしい。外見は、高校生とあまり変わらないようで、かえで（後述。17歳）と同い年であると勘違いされたこともある。
本が好き。ジャンルは問わないらしく、女性アイドルの写真集なども持っている。本好きになったきっかけは、6歳の頃にヤマトにいじめられていた際に、本を武器として反撃したことから。読むだけでなく、本の匂いを嗅いだりもし、インクの匂いで出版社名がわかる。本に囲まれて暮らすのが夢だが、本屋のバイトをしている現在、すでに夢が叶っていることにはしばらく気付かなかった。
大食漢で、何でもよく食べる。特に甘いものが好き。「XX分以内にXX杯食べたら無料!」の類は片っ端から制覇しており、大食い大会の係員には“プロ”とみなされてしまい参加できない。「クローバー」の制服であるエプロンのポケットには大量の菓子が常備されている。飲み会の席で酔うと、店のメニューを全部注文してしまう。時折ダイエットを試みるが、なかなか成功しない。
記憶力も良く、店内の本の在庫の有無や陳列箇所を1冊単位で細かく記憶している。但し、興味のあることにしか発揮されないため、本の内容については、ジャンルごとに記憶の細かさにばらつきがあり、数学書などは「難しい本です」のひとことのみ。
料理は下手だが、弁当や菓子などを自分で作ってきたりしており、しばしばヤマトに食べさせている。ヤマトが不味さに顔面蒼白となる描写もあるが、菓子作りは失敗したことが無いらしい。
力もあり、重い荷物も難なく運べる。声も大きい。あらゆる行動が活発的。
ヤマトのことを恋愛の対象として意識している様子はないが、2人で映画を見に行ったり、カラオケに行ったりなど、バイト以外でも一緒に行動していることが多い。このことを香澄に指摘された際には、ヤマトのことを意識するのではなく「他に友達がいない人みたい」との印象を自分達に対して抱いた。初恋の相手は、かえでだった。
街頭で配られているポケットティッシュを収集している。
文庫本の紙カバーが正しく折れず、何故か紙コップやヨットになってしまう。この手際の悪さ（面白さ）をわざわざ見に来る常連客もいる。
物が腐るから梅雨が一番怖い。また、怪談特有の雰囲気も怖い。
大学のレポートをよく忘れていて、やたらとヤマトに頼ろうとする。
自他共に認める父親似。家族のことは「父上」「母上」「藍ちゃん」と呼ぶ。
田代ヤマト（たしろ ヤマト）
「クローバー」でアルバイトしている大学生。21歳。あおいの幼なじみで、住んでいる家も隣どうし。射手座。
普段はクールな性格だが優しいところもある。そのため、女性にもモテるが、特に興味は無いようだ。6歳の頃に あおいに本で殴られたことから、女性が苦手になったと、本人は述べているが、あおいのことを苦手になっている様子はない。店長が「あおいが男とデートしてたぞ」と言うので現場に走ってみると、その男性は あおいの兄だったので、思わずホッとしたことなど、あおいのことが好きなのではないかと思わせる描写も多いが、明示されてはいない。初恋の相手は、あおいの母親だった。今でも「碧さん」と名前で呼んでいるが、あおいの父がそう呼ばせている面もある。
高所恐怖症だが、それを他人に気取られないようにしている。脚立を使用して高いところの本を取る際にも、客の前では難なく登ってみせたが、時間を置いてから腰が抜けて、あおいに背負ってもらい帰宅したことも。また、犬も苦手である。暑さにも弱い。
仕事については有能で、また英会話もできる。スポーツも万能であるという。ただし大学の成績は必ずしも優秀ではないらしく、よりにもよって鮎川教授の講義の単位を落としそうになり、結果的に妹のかえでを苦しめている。
甘いものが苦手。バレンタインデーには多数のチョコレートを貰っているが、ほとんどあおいにあげてしまっている。
暇なときにはクロスワードパズルを解いている。
長谷川匡（はせがわ たすく）
「クローバー」の店長。29歳。お気楽者。
浮気性で、絶えず妻以外の女性との浮気を繰り返しているが、作中で実際に現場が描かれることはない。現在も女性にモテるらしい。街中で女性に刺されそうになったこともあるという。雨で体がだるくなっていても、「あっ、キレイな女の人」などと聞こえれば瞬時に回復する。
アイドルの写真集を見ることができるという理由で、本屋になった。『あいたま』の水橋蓮のカレンダーを店に貼ろうとしたこともある。
小さい頃は気が小さく優しい性格だったが、中学に入ってからモテ始めた。「口説くのは礼儀だ」と思っているらしいが、あおいは口説かれたことがないらしい。
長谷川香澄（はせがわ かすみ）
匡の妻。29歳。しっかり者。夫と共に「クローバー」で働く。夫とは幼なじみ。
浮気性の夫に対し、百科事典の角で殴ったり、夫の携帯電話の電話帳の番号を全部デタラメに登録し直したりなど、容赦なく攻撃を加えている。僅かな夫の言動から、その裏に隠された事実を見抜くことができる。また、誘導尋問によって自分に服飾品を買わせたりすることも。
特製のコーヒーは匡専用で、浮気時用と朝帰り時用の2種類がある。
匡と結婚するために、わざと泣いた振りをして、匡に「何でも欲しいものプレゼントするから」と発言させ、婚姻届をねだり、半ば強引にゴールインした。結婚記念日は5月12日。
普段は夫を含め誰にでも優しい。何だかんだ言って匡とも愛し合っているので、時々変に乙女化したりバカップル化する。
田代かえで（たしろ かえで）
ヤマトの妹。3月3日生まれ。17歳。高校生。
実の兄であるヤマトのことが好き。兄のことが心配で「クローバー」に一緒に来たりしているうちに、いつの間にか店員として定着する。但し、給与は貰っていないらしい。
鮎川に好かれているが、迷惑がっている。また、客にラブレターを貰うこともあり、ファン（下僕）も多い。
特技は、バレエ、ピアノ、英会話、料理など。また、英検1級、簿記2級も所持している。しかし、本当に特技にしたいのは、兄の考えていることを察して助けてあげること。この点については あおいを羨んでいる。
もともと少食で、ダイエットしたことはない。胸はCカップらしい。
中2の頃までは男勝りだったが、身体が弱く夜にはよく熱を出し、ヤマトに看病されていた。
鮎川一喜（あゆかわ いつき）
あおいとヤマトの通っている大学の教授。専門は犯罪心理学。実家はイギリスで、金持ちらしい。現在は甘味屋「あじさい」に住んでいる。
かえでに一目惚れし、「クローバー」に足繁く通うようになる。映画に誘ったり、ペアルックのセーターを贈ったりなど、積極的にアプローチしているが、全く効果をあげていない。心理学の教授であるが、かえでの発言は心理学を無視して自分の都合の良いように解釈しがち。
教授の肩書きの割には若い。アメリカの大学を飛び級したという。
本屋の仕事に異常な適応能力を発揮し、（かえでのために）教授を辞めて「クローバー」で働こうとしたこともある。あおいとヤマトが「飛び級までした優秀な教授なのに勿体無い」と反対したところ、「いーんだよ。人生なんて娯楽なんだから」と発言。
大きな別荘を持っているが、年に一、二度しか使わない。別荘の地下には、実際に使われた凶器が集められている。
「持っていないものは羞恥心ぐらい」と公言し、あおいがレジ担当でも遠慮なくHな本を買う。あおいたちには「変質者」呼ばわりされているが、犯罪心理学者として事件の捜査協力もしているため、警察にも顔が利く。
実は正真正銘のイギリス人で、本名は「エドワード・G・フォレスト」。鮎川は偽名（ペンネームみたいなモノ）で、甘味屋には間借りしている。地毛は金髪だが髪の毛は黒に染め、青い瞳を眼鏡で隠しているが、ひょんなことからかえでにのみそのことを知られる。また、ロマンス小説のベストセラー作家でもある。鮎川のキャラは、作者の師走冬子が実際に見掛けた日本人（アジア人）そっくりなイギリス人をモデルにしたらしい。
川原由架（かわはら ゆか）
あおいとヤマトの幼なじみだが、10年以上会っておらず、すっかり忘れられていた同い年の女の子。
2人とは違う大学に通っている。「クローバー」でのアルバイトでは凄腕万引きGメンとして驚異的な検挙率を誇っている。
道場の一人娘なので物凄く強い（柔道5段・合気道3段・空手4段・居合いの心得もあり）が、そのせいで「こわい女」というレッテルが貼られ、今まで彼氏ができなかった。それでも香澄には本能で勝てないと感じているらしい。
見た目はとても大人しかったが昔から強かったので、ヤマトはこの子が苦手だった。実はその頃ヤマトに片想いしていたらしい。
他人の恋愛事情を引っ掻き回すのが好きな「恋愛テロリスト」。主なターゲットはヤマトとかえで。
メガネフェチの「メガネ男子萌え」で、鮎川に一目惚れし、かえでと女の戦い（?）を繰り広げる（ただし完全に由架のペースで、かえでは半ば遊ばれている）。
後に「食べ物の好み」が合ったのをきっかけに、あおいの兄の藍と付き合い始めるが、今度はそののろけ話で周囲を振り回している。ただし「（教授との仲が）おもしろいから」という理由で、かえでにはしばらく秘密にしていた。
紺野藍（こんの あい）
あおいの兄。大学院生。
優しくカッコイイ青年で、かえでや香澄が思わずときめくほど。妹と同じく本が好きだが、用途は「押し花」を作るため。
いわゆる“ゲテモノ料理”や辛い料理を好む。屋根裏から食材を調達したり、妹と組んで、大食い大会ペア部門に出場し、5年連続優勝している。
母親似なので結構モテるが、食の好みが原因でフラれてしまうことが多い。意外にも、由架を異性として意識したのは藍の方が先だったが、きっかけはやはり食に関してのことだった。
紺野青太（こんの しょうた）
あおいの父親。
声が大きく、よく喋る。登場するコマが、フキダシとセリフ以外に「あははははは」という書き文字で満たされることがある。
顔や性格、本やお菓子が大好きでよく食べるところがあおいそっくり。家族の呼び方は「碧ちゃん」「藍ちゃん」「あおい」。
学生時代から適当でいーかげんな性格で、大学卒業後はフリーターとしてダラダラしていたが、高校の同級生だった碧がとうとうキレてムリヤリ職安に連れて行き、職が決まったと同時に結婚した。
紺野碧（こんの みどり）
あおいの母親。
夫とは対照的に穏やかな性格だが、怒ると怖い。
旧姓・空野（そらの）。学生時代は才女で、委員長的役割が多かった。一流会社へ入社後、秘書としてマドンナ的存在になる。社長の息子との縁談を薦められたが、それを断る。翌年退社し、高校の同級生だった青太と結婚した。
田代あや子（たしろ あやこ）
ヤマトの母親。
少しネジが外れたような性格で、ヤマトは溺愛しかえでには厳しく、ヤマトのことになると、かえでと争うなど見境が無い。更に家に来た鮎川教授と無理矢理くっつけようとする等、実の娘であるかえでを徹底的にいびっている。但しあおいに対しては、小さい頃の彼女にしっぺ返しを喰らってから、頭が上がらなくなってしまっている。
子供達には自分を「あや子さん」と呼ばせようとしているが、現状ではあおいが「あや子ちゃん」と呼んでくれるのみ。
旧姓・徳丸（とくまる）。学生時代から夢見がちな乙女だった。大学時代、バイトしていた喫茶店の常連だった欣夫に一目惚れし、毎日のように猛アタック。無事（?）大学卒業と同時にゴールインした。
田代欣夫（たしろ よしお）
ヤマトの父親。
妻とは違い真面目な性格であるが、特にヤマトのことでは妻に逆らえないようである。
青太とは幼なじみで「タロくん」（タシロくんから）と呼ばれており、彼に対してのみぶっきらぼうな口調になる。
学生時代から真面目で優等生だった。青太とは小・中・高校と同級生で、その世話に明け暮れていた。実は高校・大学の同級生だった碧に片想いしていたが、告白する前に青太と碧が結婚する。あや子とはその後出会ったようである。
まりな、きりこ
あおいの同い年の友達で、オシャレで大人っぽい女子大生。
実際に登場したのは初期だけだが、きりこは彼氏と順調に交際している様子が度々あおいの口から語られている。
涼子
かえでの友達。エドワード・G・フォレストの大ファン。
沢野
クローバーの査察にやってきた本部の社員。既婚者で、ダテメガネを掛けている。
イギリスに行った時に鮎川の小説を読んでハマったらしく、彼の発言が鮎川の正体が明らかになるきっかけにもなった。
メリッサ・クラム
鮎川の大学時代の同級生で、秘かに片想いしていた相手。ロンドンで編集者をしている。金髪で短髪の美人だが、性格はドSの「オレさま女王さま」。
大学に残って犯罪学の研究を続けていた鮎川に、ロマンス小説を書くように「命令」した。彼女への失恋のショックで鮎川は日本にやってきたため、大人気小説家「エドワード・G・フォレスト」は突然の失踪をした。

## 書誌情報
- 師走冬子『あおいちゃんとヤマトくん』 芳文社〈まんがタイムコミックス〉全6巻
  1. 2004年7月2日発売 ISBN 4-8322-6346-3
  2. 2005年7月4日発売 ISBN 4-8322-6403-6
  3. 2006年3月3日発売 ISBN 4-8322-6450-8
  4. 2007年11月7日発売 ISBN 978-4-8322-6583-7
  5. 2009年7月7日発売 ISBN 978-4-8322-6756-5
  6. 2010年12月7日発売 ISBN 978-4-8322-6915-6

- 「あおヤマ&ちるみコラボまんが」について
単行本第2巻には『スーパーメイドちるみさん』とのコラボレーション企画「あおヤマ&ちるみコラボまんが」3本が収録されているが、編集部の手違いにより、誤って本来第3巻に収録するはずのあおヤマ本編1本（単行本55-58ページ）が収録されてしまったため、コラボまんが第1話の後半分が収録されていない。このため、コラボまんが第2話の内容が一部理解しにくいものとなっている。
これについては、当初は第2巻の重版時に修正される予定だったが、読者に2冊買わせるわけにはいかない等の理由により重版時の修正はせず、コラボまんが第1話の後半分は第3巻に収録された。
なお、この一件に関しては師走サイドはクレームも覚悟していたが「10冊目にして師走先生らしい大ドジをやってくれた」とかえって大好評であったらしい。

## その他
これまで刊行された「師走冬子の単行本」としての「X0冊目の単行本」は全て『あおいちゃんとヤマトくん』となっている（2巻→10冊目、4巻→20冊目、5巻→30冊目）。ただし作者によれば、特別に計算したわけではなく、全くの偶然とのことである。
本記事は、単行本第1巻・第2巻・第3巻・第4巻・第5巻（連載開始-2009年5月号）の内容を典拠として作成されています。本記事を引用したり、最新の状況に修正や加筆をされる場合は、この点にご注意ください。